# Aegyptobia baptus
Aegyptobia baptus är en spindeldjursart som först beskrevs av Pritchard och Baker 1952.  Aegyptobia baptus ingår i släktet Aegyptobia och familjen Tenuipalpidae. Inga underarter finns listade i Catalogue of Life.